# Quận Charleston, South Carolina
Quận Charleston là một quận thuộc tiểu bang Nam Carolina của Hoa Kỳ. Năm 2005, quận có dân số 330.368 người. Quận lỵ đóng ở Charleston.6

## Địa lý
Theo Cục điều tra dân số Hoa Kỳ, quận có tổng diện tích 1,358 dặm Anh vuông (3.517 km²), trong đó, 919 dặm Anh vuông (2.379 km²) là diện tích đất và 440 dặm Anh vuông (1.139 km²) trong tổng diện tích (32,37%) là diện tích mặt nước.

### Các quận giáp ranh
- Quận Berkeley, Nam Carolina - Bắc
- Quận Georgetown, Nam Carolina - Đông bắc
- Quận Colleton, Nam Carolina - Tây
- Quận Dorchester, Nam Carolina - Tây bắc

## Thông tin nhân khẩu
Theo cuộc điều tra dân số2 tiến hành năm 2000, quận này có dân số 309.969 người, 143.326 hộ, và 97.448 gia đình sinh sống trong quận này. Mật độ dân số là 338 người trên mỗi dặm Anh vuông (130/km²). Đã có 141,031 đơn vị nhà ở với một mật độ bình quân là 154 trên mỗi dặm Anh vuông (59/km²). Cơ cấu chủng tộc của dân cư sinh sống tại quận này gồm 61,9% người da trắng, 34,5% người da đen hoặc người Mỹ gốc Phi, 0,26% người thổ dân châu Mỹ, 1,12% người gốc châu Á, 0,06% người các đảo Thái Bình Dương, 0,99% từ các chủng tộc khác, và 1,16% từ hai hay nhiều chủng tộc. 2,40% dân số là người Hispanic hoặc người Latin thuộc bất cứ chủng tộc nào. 9,6% were of American, 9,5% English, 9,1% German và 7,6% người Ireland theo kết quả điều tra dân số năm 2000.
Có 123,326 hộ trong đó có 28,70% có con cái dưới tuổi 18 sống chung với họ, 43,20% là những cặp kết hôn sinh sống với nhau, 15,90% có một chủ hộ là nữ không có chồng sống cùng, và 37,20% là không gia đình. 28,30% trong tất cả các hộ gồm các cá nhân và 8,10% có người sinh sống một mình và có độ tuổi 65 tuổi hay già hơn. Quy mô trung bình của hộ là 2,42 còn quy mô trung bình của gia đình là 3,01,
Cơ cấu độ tuổi dân cư quận này như sau 23,70% dưới độ tuổi 18, 12,00% từ 18 đến 24, 30,30% từ 25 đến 44, 22,00% từ 45 đến 64, và 11,90% người có độ tuổi 65 tuổi hay già hơn. Độ tuổi trung bình là 34 tuổi. Cứ mỗi 100 nữ giới thì có 93,50 nam giới. Cứ mỗi 100 nữ giới có độ tuổi 18 và lớn hơn thì, có 90,50 nam giới.
Thu nhập bình quân hộ là $37.810, và thu nhập bình quân của một gia đình ở quận này là $47.139, Nam giới có thu nhập bình quân $32.681 so với mức thu nhập $25.530 đối với nữ giới. Thu nhập bình quân đầu người của quận là $21.393, Khoảng 12,40% gia đình và 16,40% dân số sống dưới ngưỡng nghèo, bao gồm 22,90% những người có độ tuổi 18 và 12,70% là những người 65 tuổi hoặc già hơn.